# Litopus kenyensis
Litopus kenyensis là một loài bọ cánh cứng trong họ Cerambycidae.